# Micropodabrus tenuicollis
Micropodabrus tenuicollis là một loài bọ cánh cứng trong họ Cantharidae. Loài này được Champion mô tả khoa học năm 1926.